# مراكز الخبرة المختصة بالأمراض النادرة
مركز الخبرة للأمراض النادرة هو مركز لإدارة ورعاية مرضى الأمراض النادرة. في المملكة المتحدة، الاسم الأكثر استخداماً لهذا المركز هو "مركز الامتياز". 

## خلفية
في منتصف الثمانينيات من القرن العشرين، ظهرت الحاجة إلى مراكز الامتياز المختصة بالأمراض النادرة في الولايات المتحدة، في عام 1999 اعتَمدت المعاهد الوطنية للصحة مقترحاً لإنشاء 40 مركزًا تدريجياً. كما شددت لجنة المعاهد الوطنية للصحة على أهمية عمل المراكز بشكل وثيق مع مجموعات مناصرة المرضى. في أوروبا، حدّد الخبراء بالتشاور مع المفوضية الأوروبية خمسة مجالات ذات أولوية للصحة العامة، من بينها "برنامج الاتحاد الأوروبي لإدارة الأمراض النادرة"، وكان ذلك في ديسمبر 1993. تبع ذلك التوصية الصادرة في 8 يونيو 2009 عن مجلس الاتحاد الأوروبي والتي تحدد إجراءً في مجال الأمراض النادرة حيث تُشجّع الدول الأعضاء في الاتحاد الأوروبي على وضع خطة أو استراتيجية للأمراض النادرة بحلول نهاية عام 2013. تشمل الإستراتيجية مراكز الخبرة كعنصر أساسي في جميع الخطط الوطنية للأمراض النادرة. تتعاون المراكز بشكل وثيق مع منظمات المرضى والمعنيين الآخرين. بعد فترة وجيزة، أعرب المدير العام لمنظمة الصحة العالمية عن اهتمامه باتخاذ إجراءات بشأن الأمراض النادرة وأدرج مرضى الأمراض النادرة في رؤية أهداف التنمية المستدامة منذ فبراير 2018.  في هذا الاتجاه، وقِّعت مذكرة تفاهم بين منظمة الصحة العالمية والمنظمة الدولية للأمراض النادرة بشأن إنشاء الشبكة العالمية التعاونية للأمراض النادرة (CGN4RD) التي تهدف لتحديد مراكز الخبرة وربطها دوليًا في شبكة عالمية واحدة ضمن نطاق منظمة الصحة العالمية. برنامج العمل العام الثالث عشر 2019-2023.

## مراكز الخبرة حسب المنطقة والبلد

### أوروبا
في أوروبا، تعتبر منظمة أورفانت مسؤولةً عن توفير المعلومات حول مراكز الخبرة للأمراض النادرة أو شبكاتها. تحتفظ المنظمة بقاعدة بيانات للمراكز التي تفي بمعايير الأهلية التي وضعتها لجنة الخبراء التابعة للاتحاد الأوروبي والمعنية بالأمراض النادرة.

## أنظر أيضاً
- قائمة منظمات الأمراض النادرة

## روابط خارجية
- نادر 2030: دراسة استشرافية لمستقبل إدارة الأمراض النادرة في أوروبا